# Sabine Kirchmeier
Sabine Berta Luise Kirchmeier (født 3. oktober 1955 i Hannover, tidl. med efternavnet Kirchmeier-Andersen) er en tysk-født sprogforsker i dansk og tidligere politiker. 
Som sprogforsker har hun forsket i datalingvistik samt været direktør for Dansk Sprognævn 2006-2019.
Hun var socialdemokratisk kommunalbestyrelsesmedlem i Farum Kommune i perioden 2000-2006, mens afsløringerne i Brixtofte-sagen fandt sted.

## Tidlige liv og uddannelse
Sabine Kirchmeier blev født 3. oktober 1955 i Hannover af tyske forældre. Da hun var 9 år, flytte familien til Danmark, fordi faren blev direktør i Øtkers skandinaviske afdeling. I Danmark gik hun på Sankt Petri Skole i København og ét år på Ballerup Gymnasium inden familien flyttede tilbage til Tyskland, fordi Øtker lukkede sit kontor København. I Tyskland tog hun en tysk studentereksamen ved Ceciliengymnasium i Bielefeld i 1976. Herefter valgte hun at vende tilbage til Danmark og blev i 1977 studerende på Københavns Universitet. Under studietiden arbejdede hun som lærer på Sankt Petri Skole og på fabrik. Hun blev dansk statsborger i 1980 og færdiggjorde i 1987 uddannelsen til cand.mag. i dansk (hovedfag) og tysk ved Københavns Universitet. Hendes speciale handlede om danske ligprædikeners dødsopfattelse i 1600-tallet.
Kirchmeier har en søn med museumschef Jens Carl Kirchmeier-Andersen, som hun var gift med i perioden 1986-2009.

## Forskningskarriere
I perioden 1987-1992 var Sabine Kirchmeier projektleder og forsker i projektet EUROTRA-DK. I 1992 begyndte hun som ph.d.-studerende og arbejdede samtidig i perioder som konsulent hos bl.a. Price Waterhouse Coopers og Gads Forlag. Fra 1995 til 1998 var hun adjunkt på Handelshøjskolen i København. I 1997 modtog hun ph.d.-graden fra Odense Universitet for afhandlingen Lexicon, Valency and the Pronominal Approach. Derudover har hun en MBA i ledelse.
Kirchmeier blev derefter ansat som lektor i datalingvistik hos Handelshøjskolen i København 1998-2006. I en del af den periode var hun institutleder for Institut for Datalingvistik og studieleder. I 2006 blev hun ansat som den første direktør for Dansk Sprognævn, og hun var dermed med til at udarbejde 2012-udgaven af Retskrivningsordbogen. I 2015 blev ansættelsen forlænget, og der blev udgivet et festskrift til hendes 60-årsfødseldag. På grund af udflytningen af Dansk Sprognævn til Bogense sagde hun op som direktør med virkning fra 2019, og siden da har hun arbejdet som selvstændig konsulent indenfor sprogteknologi.
Siden 2021 har Kirchmeier også været præsident for Den Europæiske Samarbejdsorganisation for Nationale Sproginstitutter EFNIL (European Federation of National Institutions for Language), hvis bestyrelse hun var medlem af fra 2006 og vicepræsident for 2019-2021.

## Politisk karriere
Sabine Kirchmeier meldte sig ind i Socialdemokratiet i Farum i 1994, mens hun var gravid, da hun gerne ville kunne påvirke sit barns fremtid. Hun blev lokalt bestyrelsesmedlem og sekretær og drev kampagne imod lokale forringelser af dagsinstitutionerne. Hun stillede op til kommunalvalget i 1998 og blev andensuppleant i Farum Kommune. I 2000-2006 var hun medlem af kommunalbestyrelsen, hvor hun var gruppeformand for Socialdemokratiet 2001-2006 og dermed oppositionsleder under Brixtofte-sagen. I 2001 fik hun 585 personlige stemmer i kommunalvalget, hvor hun var Socialdemokratiets spidskandidat, en opgave hun havde vundet ved kampvalg. Som medlem af kommunalbestyrelsen tog hun tidligt afstand fra Brixtoftes økonomistyring. Hun var en kilde for B.T.s afsløringer i Brixtofte-sagen:174  og politianmeldte Brixtofte for brud på styrelsesloven i februar 2002:268  og mandatsvig i maj 2002.
Ved kommunalvalget i 2005 fik hun næstflest stemmer i den dengang endnu ikke oprettede Furesø Kommune og blev medlem af kommunens sammenlægningsudvalg. Hun kunne muligvis være blevet borgmester i Farum Kommune, hvis den ikke var blevet slået sammen med Værløse Kommune. Hun udtrådte af sammenlægningsudvalget i Furesø Kommune i marts 2006 for at koncentrere sig om arbejdet som direktør for Dansk Sprognævn, men forblev medlem af Farum Byråd til Farum Kommune blev nedlagt ved udgangen af 2006. Pladsen som spidskandidat for Socialdemokratiet blev overtaget af senere borgmester Ole Bondo Christensen.

## Medlemskaber og hæder
Sabine Kirchmeier blev optaget i Kraks Blå Bog 2008 og tildelt Copenhagen Business School's underviserpris 1999. I 2013 blev hun Ridder af Dannebrog.
I 2007-2008 var hun medlem af af regeringens sprogudvalg og ledte 2009-2013 Nordisk Sprogkoordination under Nordisk Ministerråd. Siden 2011 har hun været medlem af bestyrelsen for Danske Taler.